# 아른험잎코박쥐
아른험잎코박쥐(Hipposideros inornatus)는 잎코박쥐과에 속하는 박쥐의 일종이다. 카카두 국립공원(오스트레일리아 노던 준주)의 사암 지역에서 서식한다. 왕관잎코박쥐의 아종으로 자주 간주된다.